# آیشهوفن
آیشهوفن (به فرانسوی: Eichhoffen) یک کمون در فرانسه با جمعیت ۵۰۶ نفر است که در Canton of Barr واقع شده‌است.